# Dagny Alm
Dagny Celeste Alm, född 19 augusti 1902 i Bastutjärn, Norsjö församling, död där 27 november 1985, var en svensk författare. Hennes enda publicerade bok, Den smala vägen, romantiserad skildring från Västerbotten utkom 1929, men det var som författare av främst veckotidningsnoveller hon rönte någon framgång.

## Biografi
Dagny Alm växte upp som äldst av sju syskon. Hennes föräldrar var bonden och orgelbyggaren Elis Alm och småskollärarinnan Nanny Björk. Från 1927 var hon bosatt i Stockholm, men var 1946–1953 gift med Stig Cederholm och då bodde makarna i hennes föräldrahem i Bastutjärn. Dagny Alm dog i hembyn 1985, 83 år gammal.
Dagny Alm är förebild till den Lalla Ulm som Torgny Lindgren skriver om i sin bok Minnen (2010). Där beskrivs hur hon råkade ut för en fästman som var författare och tillika en skicklig bedragare.

## Författarskap
Dagny Alms enda bok publicerades 1929, men det var som författare av främst veckotidningsnoveller hon rönte viss framgång. Hon beskrivs i Svenskt författarlexikon (1942) som "korrespondent till ett flertal norrländska tidningar och tidskrifter".
I Biblioteksbladet (1930) beskrivs hennes bok som en ej oäven allmogeberättelse, som emellertid plötsligt brytes av, där den börjar ta fart. All litterär måtta är använd; men här har nog författarinnan gått till överdrift och gjort sig själv orätt.
I boken Norsjö socken beskrivs hennes bok som "ej så helt genomarbetad och väger väl ej så tungt". Däremot beskrivs att hon "som författarinna till noveller och korta berättelser i veckotidningar presterat alster av mycket god klass. En utgåva av ett urval av dessa skulle göra författarinnan betydligt större rättvisa." 